# 新山響平
新山 響平（しんざん きょうへい、1993年11月2日 - ）は、青森県八戸市出身の競輪選手、自転車競技選手。日本競輪学校（当時。以下、競輪学校）第107期生。師匠は坂本勉（競輪学校第57期生）。
兄の新山将史も競輪選手（競輪学校第98期生）。また、元競輪選手の小笠原嘉（競輪学校第43期生）は伯父にあたる。

## 来歴
青森県立八戸工業高等学校時代の2011年、アジア自転車競技選手権大会のジュニア部門・チームスプリントで優勝に貢献。その後、日本大学へ進学するも中退した後、競輪学校へ入校。在校競走成績は第10位（9勝）だったが、同校卒業記念レースでは優勝した。
2015年7月6日、大宮競輪場でデビューして初勝利も挙げた。12月27日、前橋競輪場で行われたA級決勝で3場所連続完全優勝を決め、S級特別昇級を果たした。
2016年4月17日、高知競輪場で行われたルーキーチャンピオンレースを優勝。7月26日、函館競輪場の開設記念競輪をデビューから387日（1年と22日）で優勝。GIII優勝の最速記録を更新した（従来は武田豊樹の1年1か月18日。のちに南潤がデビューから298日で更新）。10月7日、第25回寬仁親王牌でGI初出場（準決勝敗退）。11月26日、当時はS級2班。GI2度目の出場となった第58回競輪祭で初の特選スタート、107期では初の決勝進出。
2017年1月よりS級1班に昇班。
2022年、それまで競輪ともに自転車競技のナショナルチームに所属していたが、8月下旬に行われた全日本自転車競技選手権大会を区切りとしてナショナルチームを引退し、以後の自転車競技は国内大会に出場。11月27日、第64回競輪祭決勝で、最終周回2コーナーで先頭に立つと、そのまま独走し2車身差で優勝。GI初制覇となり、KEIRINグランプリ初出場と翌年のS級S班昇班を決めた。
2023年は、特別競輪の入着は共同通信社杯（2着）のみであったものの、年間獲得賞金で9位に入り、2年連続でKEIRINグランプリに出走した。
2024年も特別競輪の入着はオールスター競輪（3着）のみだが、四日市記念を優勝するなど賞金を重ね、年間収得賞金8位で3年連続のKEIRINグランプリ出場を決めた。

## レーススタイル
スタートで前を取り、突っ張り先行を敢行にすることにこだわりを見せる。特にかかり切った新山のスピードは物凄く、"バイク"に例えられることから、その様子をBKB(バイク・キョウヘイ・バイク)と呼ばれることもある。ただし決勝ではその戦法が通用しないことも多く、2024年四日市記念や2022年競輪祭では、いずれもラインの番手からの発進で優勝している。

## 主な獲得タイトルと記録
- 2022年 - 朝日新聞社杯競輪祭（小倉競輪場）